# Награди „Оскар“ (93-та церемония)
Деветдесет и трета церемония по връчване на филмовите награди „Оскар“ се провежда на 25 април 2021 г. в Юниън стейшън в американския град Лос Анджелис. Представени от Академията за филмови изкуства и науки (AMPAS), отличени филми, пуснати от 1 януари 2020 г. до 28 февруари 2021 г. Церемонията се провежда на 25 април 2021 г., а не на обичайната си дата в края на февруари поради пандемията от COVID-19.  По време на церемонията AMPAS връчи наградите на Академията (обикновено наричани Оскар) в 23 категории. Церемонията, излъчвана в Съединените щати от Ей Би Си, е продуцирана от Джеси Колинс, Стейси Шер и Стивън Содърбърг и е режисирана от Глен Вайс.  За трета поредна година церемонията няма официален водещ.  В свързани събития Научните и техническите награди на Академията бяха връчени от водещата Ниа ДаКоста на 13 февруари 2021 г. на виртуална церемония. 

## Награди и номинации по категория
| Най-добър филм | Най-добър режисьор |
| --- | --- |
| - Земя на номади - Бащата - Юда и черният Месия - Манк - Минари - Обещаваща млада жена - Звукът на метала - Процесът срещу Чикаго 7 | - Клои Джао – Земя на номади - Томас Винтерберг – Още по едно - Дейвид Финчър – Манк - Ли Айзек Чун – Минари - Емералд Фенел – Момиче с потенциал |
| Най-добра мъжка роля | Най-добра женска роля |
| - Антъни Хопкинс – Бащата - Риз Ахмед – Звукът на метала - Чадуик Боузман – Черното дъно на Ма Рейни - Гари Олдман – Манк - Стивън Ян – Минари | - Франсис Макдорманд – Земя на номади - Вайола Дейвис – Черното дъно на Ма Рейни - Андра Дей – САЩ срещу Били Холидей - Ванеса Кирби – Фрагменти от жена - Кери Мълиган – Момиче с потенциал |
| Най-добра поддържаща мъжка роля | Най-добра поддържаща женска роля |
| - Даниел Калуя – Юда и черният Месия - Саша Барън Коен – Процесът срещу Чикаго 7 - Лесли Одом-младши – Една нощ в Маями... - Пол Рейси – Звукът на метала - Лакит Стенфилд – Юда и черният Месия | - Юн Йо Джон – Минари - Мария Бакалова – Борат 2 - Глен Клоуз – Елегия Хилбили - Оливия Колман – Бащата - Аманда Сайфред – Манк |
| Най-добър оригинален сценарий | Най-добър адаптиран сценарий |
| - Момиче с потенциал – Емералд Фенел - Юда и черният Месия – Сценарий: Уил Берсън и Шака Кинг; история: Уил Берсън, Шака Кинг, Кийт Лукас и Кени Лукас - Минари – Ли Айзек Чун - Звукът на метала – Сценарий: Ейбрахам Мардер и Дариус Мардер; история: Дерек Сианфранс и Дариус Мардер - Процесът срещу Чикаго 7 – Аарон Соркин | - Бащата – Кристофър Хемптън и Флориан Зелер; по пиесата на Зелер - Борат 2 – Сценарий: Саша Барон Коен, Питър Бейнам, Джена Фридман, Антъни Хайнс, Лий Керн, Дан Мейзър, Ерика Ривиноха и Дан Суимър; история: Саша Барон Коен, Антъни Хайнс, Нина Педрад и Дан Суимър; базиран на героя на Барон Коен - Земя на номади – Клои Джао; по книгата на Джесика Брудър - Една нощ в Маями... – Кемп Пауърс; базиран на неговата игра - Белият тигър – Рамин Бахрани; базиран на романа на Аравинд Адига |
| Най-добър анимационен филм | Най-добър международен филм |
| - За душата - Напред - Отвъд Луната - Овцата Шон: Фармагедон - Wolfwalkers | - Още по едно (датски) - Млад си (мандарин) - Колектив (румънски) - Човекът, който продаде гърба си (арабски) - Къде отиваш, Аида? (бошняшки) |

## Множество номинации
| Заглавие на български    | Оригинално заглавие         | Номинации | Награди |
| ------------------------ | --------------------------- | --------- | ------- |
| Манк                     | Mank                        | 10        | 2       |
| Бащата                   | The Father                  | 6         | 2       |
| Юда и черният Месия      | Judas and the Black Messiah | 6         | 1       |
| Минари                   | Minari                      | 6         | 1       |
| Земя на номади           | Nomadland                   | 6         | 3       |
| Звукът на метала         | Sound of Metal              | 6         | 2       |
| Процесът срещу Чикаго 7  | The Trial of the Chicago 7  | 6         | -       |
| Черното дъно на Ма Рейни | Ma Rainey's Black Bottom    | 5         | 2       |
| Момиче с потенциал       | Promising Young Woman       | 5         | 1       |
| Новини от света          | News of the World           | 4         | -       |
| Една нощ в Маями...      | One Night in Miami...       | 3         | -       |
| За душата                | Soul                        | 3         | 2       |